# 로버트 벨트런
로버트 벨트런(Robert Beltran, 1953년 11월 19일 ~ )은 미국의 배우이다.

## 출연 작품
- 매직랜턴 (2018) - 에드 역
- 터키 (2013) - 매서소이트 역 (목소리)
- 테이킹 챈스 (2009)
- 파이어 서펀트 (2007) - 쿠크 역
- 크라이 오브 더 윙드 서펀트 (2006)
- 빅 러브 (2006)
- 맨티코어 (2005)
- 런웨이 원 (1995)
- 스타 트렉 - 보이저: 케어테이커 (1995)
- 닉슨 (1995)
- 스타 트렉 - 보이저 TV 시리즈 (1995)
- 샤도우헌터 (1993)
- 미녀 탐정 샘 (1992)
- 베로니카 클레어 (1991)
- 탈주자(영어판) (1991)
- 음모의 키스 (1991)
- 마약 전쟁 (1991)
- 벅시 (1991) - 알레한드로 역
- 엘 디아블로 (1990)
- 상류 사회 (1989)
- 가비의 기적 (1987)
- 슬램 (1987)
- 검은 독수리 (1986)
- 정글의 반란 (1985)
- 카멧 나이트 (1984)
- 원초적 살인 (1984)
- 고독한 늑대 (1983)
- 이팅 라울 (1982)